# Dagenham
Dagenham è un quartiere nella zona est di Londra, Inghilterra, che forma la parte orientale del borgo londinese di Barking e Dagenham ed è situato a 11,5 mi (18,5 km) a est di Charing Cross.
Storicamente è un paese agricolo della contea di Essex, ed è rimasto sottosviluppato fino al 1921, quando il London County Council iniziò la costruzione del latifondo Becontree. La popolazione della zona aumentò in modo significativo nel corso del XX secolo, e la parrocchia di Dagenham diventò un distretto urbano nel 1926 e una città comunale nel 1938. Ha fatto parte di Grande Londra dal 1965, ed è una zona prevalentemente residenziale, con poche zone industriali, fra cui è compreso lo stabilimento di assemblaggio della Ford.